# 北小谷站
北小谷站（日语：／ Kita-otari eki */?）是位於日本長野縣北安曇郡小谷村，隸屬於西日本旅客鐵道（JR西日本）的鐵路車站。本站是大糸線在長野縣内最北端的車站，再向平岩站方向行駛便進入新潟縣範圍。此站現時每天只提供各7班普通列車服務。
本站是通往風吹大池、風吹岳及經該處前往白馬岳的下車站。

## 車站結構

### 站房
本站為單層的木製站房，從開業時便使用至今。站內設有候車大堂、座位及舊站務室。無人化後一直丟空。本站的站房和中土站一樣於1995年受到豪雨而引發姬川氾濫的河水破壞，大量砂泥沖入站內。幸而損毀程度不及中土站，站房可以得以保留，但卻花上超過一年的時間清理。

### 月台
站內設有側式月台1座，有效長度為4輛，但現時靠向中土站方向的部份有欄杆阻隔，因此實際上可使用的只有2輛長度。月台出入口位於末端向平岩方向，為梯級上落。月台上沒有設置任何設施，列車靠站時上行往南小谷方向為左側開門，下行往糸魚川為右側開門。
過去曾經開辦滑雪列車而增設交換通過路軌，並設置於現有路軌之外。但隨著相關列車不再提供服務後，有關設施也已經拆走。
| 路線    | 方向 | 前往       | 備註 |
| ------- | ---- | ---------- | ---- |
| ■大糸線 | 上行 | 南小谷方向 |      |
| ■大糸線 | 下行 | 糸魚川方向 |      |

## 歷史
- 1957年8月15日：隨大糸南線由中土站延伸至大糸北線小瀧站的小瀧站而開業，全線統一稱為大糸線。
- 1973年12月15日：貨運服務取消。
- 1987年4月1日：國鐵分割民營化，成為西日本旅客鐵道（JR西日本）車站。
- 1995年7月12日：受「7·11水災」影響，姬川氾濫而令大量沙泥沖入站舍，需花近年時間才能清理完畢重新使用。
- 2006年11月-12月：原交換路軌及相關信號設施被拆去。
- 2014年：

- 11月22日：因發生2014年長野縣北部地震，引起土石流，列車暫時停駛。
- 11月26日：列車復駛。

- 2024年6月1日：為方便沿線居民轉乘北陸新幹線及促進大糸線的使用，由糸魚川市、大町市及JR西日本共同安排於2024年6月1日至2025年3月31日為止，試行每天以巴士形式加開4班來往白馬～糸魚川之間的班次[8]，變相重新直通JR西日本及JR東日本的路段[9][10]。

## 使用狀況
| 年度   | 1日平均乘車人數 | 1日平均乘降人數 |
| ------ | --------------- | --------------- |
| 2007年 | 6               | （沒有資料）    |
| 2008年 | （未有資料）    | （沒有資料）    |
| 2009年 | 6               | （沒有資料）    |
| 2010年 | 2               | （沒有資料）    |
| 2011年 | 3               | 6               |
| 2012年 | 4               | 8               |
| 2013年 | 3               | 5               |
| 2014年 | 1               | 2               |
| 2015年 | 1               | 2               |
| 2016年 | 1               | 2               |
| 2017年 | 3               | 5               |
| 2018年 | 2               | 4               |
| 2019年 | 1               |                 |
| 2020年 | 2               |                 |

## 相鄰車站
西日本旅客鐵道
■大糸線
中土－北小谷－平岩

## 外部連結
- JR西日本 北小谷站公式網頁。（页面存档备份，存于）（日語）